# UB-113号潜艇
陛下之UB-113号艇是德意志帝国海军于第一次世界大战期间建造的其中一艘UB-III型近岸潜艇或称U艇。它由汉堡的布洛姆与福斯船厂承建，于1917年9月23日新船下水，至1918年4月25日交付使用。其全长55.3米，水面及水下排水量分别为510吨和629吨，艇载武器则包括五具500毫米鱼雷发射管以及一门105毫米口径甲板炮。UB-113号入役后曾被部署至佛兰德区舰队，并参与了大西洋潜艇战。在两次巡逻期间，该艇合共击沉3艘协约国或中立国商船，容积总吨累计为4013吨。1918年9月14日，UB-113号从泽布吕赫启航巡逻后失踪，艇内36名官兵全数记录为阵亡。

## 设计
UB-113号是汉堡布洛姆与福斯船厂承建的第三批次（UB-103至UB-117号）UB-III型潜艇之一，由德意志帝国海军潜艇监察局于1917年2月6日订购，至同年9月23日下水。其全长55.30米，舷宽5.80米。艇体采用双壳体结构，水面及水下排水量分别为510吨和629吨，浮起时的吃水深度为3.70米。由于无需像UC-II型艇那样提供水雷布设装置，设计工程师对潜艇舷弧进行了优化，增大了司令塔体积，配备两具潜望镜，司令塔与控制室之间增加一道水密舱壁。这些改进显著提高了潜艇的水下机动性和生存力。为了达到更高的航速，UB-113号采用两台猛狮-伏尔铿六缸四冲程550匹公制馬力（405千瓦特）柴油机用于水面运行，以及两台394匹公制馬力（290千瓦特）的玛菲电动发电机用于水下航行；水面最高航速13.3節（24.6每小時），水下7.5節（13.9每小時）；能够在水面以6節（11每小時）航速续航7,420海里（13,740），或以4節（7.4每小時）连续在水下航行55海里（102）而无需充电。
UB-113号的主武器为五具500毫米艇艏鱼雷发射管，其中艇艏四具采用层叠式布局分居两侧、艇艉一具，并可搭载合共10枚G6型鱼雷。辅助武器则是一门105毫米45倍径速射炮。其标准船员编制为3名军官加31名水兵。

## 服役历史
1918年4月25日，UB-113号在曾历任UC-4、UB-10、UC-14、UC-17和UB-78号艇长、经验丰富的海军中尉乌尔里希·皮尔策克的指挥下正式入役，随即展开海试。完成海试后，该艇于7月24日被编入驻泽布吕赫的佛兰德区舰队，并参与了大西洋潜艇战，足迹遍及北海的霍夫登水域以及英吉利海峡沿岸。在两次巡逻期间，UB-113号合共击沉3艘协约国或中立国商船，容积总吨累计为4013吨。其中，容积最大的受害者是2177总吨的英国货轮奥尔德肖特号（Aldershot）；它于1918年9月23日在从格拉斯哥驶往南特途中，在距达特茅斯东南偏东约5海里（9.3）处遭鱼雷击沉，并造成1人罹难。在此之后，UB-113号便连同艇内36名官兵失去了踪迹。它有可能是遭敌舰击沉，或是因机件故障或人为错误而导致的海损。

## 袭击历史摘要
| 日期          | 船名         | 船籍 | 吨位 | 结局 |
| ------------- | ------------ | ---- | ---- | ---- |
| 1918年7月21日 | 国王号       | 挪威 | 714  | 击沉 |
| 1918年8月17日 | 厄洛斯号     | 英国 | 1122 | 击沉 |
| 1918年9月23日 | 奥尔德肖特号 | 英国 | 2177 | 击沉 |

## 脚注
1. ↑  Rössler，第66頁.
2. 1 2  Helgason, Guðmundur. . German and Austrian U-boats of World War I - Kaiserliche Marine - Uboat.net.   [2022-06-06].
3. 1 2 3 4  Gröner 1991，第25-30頁.
4. 1 2  Helgason, Guðmundur. . German and Austrian U-boats of World War I - Kaiserliche Marine - Uboat.net.   [2015-03-10].
5. ↑  陈进，第239頁.
6. ↑  NARS，第57頁.
7. 1 2  Helgason, Guðmundur. . German and Austrian U-boats of World War I - Kaiserliche Marine - Uboat.net.   [2015-03-10].
8. 1 2  Helgason, Guðmundur. . German and Austrian U-boats of World War I - Kaiserliche Marine - Uboat.net.   [2022-06-06].